# Liste der Monuments historiques in Pel-et-Der
Die Liste der Monuments historiques in Pel-et-Der führt die Monuments historiques in der französischen Gemeinde Pel-et-Der auf.

## Liste der Immobilien
| Bezeichnung                    | Beschreibung                               | Standort                    | Kennzeichnung | Schutzstatus | Datum | Bild           |
| ------------------------------ | ------------------------------------------ | --------------------------- | ------------- | ------------ | ----- | -------------- |
| Kirche Assomption-de-la-Vierge | aus der ersten Hälfte des 16. Jahrhunderts | 14 Grande-Rue de Pel (Lage) | PA00078322    | Inscrit      | 1990  | weitere Bilder |

## Liste der Objekte
| Bezeichnung                | Beschreibung | Standort                                     | Kennzeichnung | Schutzstatus | Datum | Bild |
| -------------------------- | --- | -------------------------------------------- | ------------- | ------------ | ----- | ---- |
| Relief Kreuzigung          | Kalkstein, farbig gefasst, 16. Jahrhundert | in der Kirche Assomption-de-la-Vierge (Lage) | PM10001458    | Classé       | 1980  |      |
| Monstranz                  | Silber, vergoldet, Bronze, versilbert, 1819 von Alexis Renaud; im Musée Napoléon in Brienne-le-Château deponiert                                     | in der Kirche Assomption-de-la-Vierge (Lage) | PM10003705    | Inscrit      | 1996  |      |
| Kelch und Patene (1)       | Silber, vergoldet, zweite Hälfte des 19. Jahrhunderts, von Jules Jamain und Eugène Chevron; im Musée Napoléon in Brienne-le-Château deponiert        | in der Kirche Assomption-de-la-Vierge (Lage) | PM10003707    | Inscrit      | 1996  |      |
| Skulptur Heiliger Quirinus | Kalkstein, farbig gefasst und vergoldet, um 1510 | in der Kirche Assomption-de-la-Vierge (Lage) | PM10001456    | Classé       | 1961  |      |
| Kelch und Patene (2)       | Silber, vergoldet, zwischen 1809 und 1819, von Jean-Baptiste-Simon Lefranc; im Musée Napoléon in Brienne-le-Château deponiert, dort nicht auffindbar | in der Kirche Assomption-de-la-Vierge (Lage) | PM10003706    | Inscrit      | 1996  |      |
| Kirchenfenster             | aus dem 16. Jahrhundert | in der Kirche Assomption-de-la-Vierge (Lage) | PM10001455    | Inscrit      | 1996  |      |
| Pietà                      | Kalkstein, ehemals farbig gefasst, 17. Jahrhundert                                                                                                   | in der Kirche Assomption-de-la-Vierge (Lage) | PM10001457    | Classé       | 1961  |      |